# Martinicythere
Martinicythere is een geslacht van uitgestorven kreeftachtigen uit de klasse van de Ostracoda (mosselkreeftjes).

## Soorten
- Martinicythere bassiounii Honigstein & Rosenfeld, 1995 †
- Martinicythere praesamalutensis Bassiouni & Luger, 1990 †
- Martinicythere samalutensis Bassiouni, 1969 †
- Martinicythere spinifera (Pietrzeniuk, 1969) Szczechura, 1977 †